# Берта Карлік
Берта Карлик (нім. Berta Karlik; 1904–1990) — австрійська фізикиня-ядерниця, лікарка, перша жінка-професор Віденського університету.

## Біографія
Народилася 24 січня 1904 року у Відні, Австро-Угорщина. Початкову освіту здобула вдома, навчилася грати на фортепіано, а також вивчила англійську, французьку та нідерландську мови. З 1919 по 1923 роки навчалася в гімназії Reform-Realgymnasium, після закінчення якої вступила на філософський факультет Віденського університету. Тут навчалася до 1928 року, здобувши докторський ступінь.
Ще під час навчання в університеті Берта Карлик працювала в дослідницькій групі шведського фізика Ганса Петтерсона в Інституті радію. Берта отримала стипендію від Міжнародної федерації жінок з університетською освітою (англ. Federation of University Women). Отримавши вчений ступінь з фізики, вона викладала у віденській Realgymnasium, яку колись закінчила.
У 1930 році Берта Карлик стала працювати в лабораторії Вільяма Брегга в Лондоні. Займалася дослідженнями в кристалографії, зокрема використанням рентгенівських променів для дослідження структури кристалів. Роботи Карлик з радіофізики привернули увагу кристалографок Еллі Кнаггс та Гелен Гілхріст. Вони сформували свою наукову команду, відвідали лабораторію Марії Кюрі в Парижі, що поклало початок їхньому тривалому листуванню. Також Берта Карлик листувалася з Еллен Гледіч та Євою Ресмтедт, з якими була близько знайома. Спілкувалася і з австрійською фізикинею і радіохімікинею Лізою Майтнер, яка працювала в галузі ядерного розпаду.
Після роботи в Парижі і Лондоні, на початку 1930-х Карлик почала працювати у Інституті радіоактивних досліджень у Відні, де з 1937 року читала лекції. Продовжила працювати в команді Ганса Петтерссона, досліджуючи радіоактивність морської води. 
Під час Другої світової війни вона зробила відкриття, що хімічний елемент астат є продуктом природного розпаду, а не знаходиться в радіоактивних мінералах, де його шукали деякі вчені. За це відкриття була удостоєна премії Гайтінгера Австрійської академії наук у 1947 році. Вивчала застосування астату в радіотерапії ракових клітин. Продовжила працювати у Віденському університеті. Вийшла на пенсію в 1973 році, але продовжувала працювати в інституті до своєї смерті 4 лютого 1990 року. У 1954 році була удостоєна медалі Вільгельма Екснера.